# President de Fiji
Aquesta és la llista dels presidents de Fiji des de 1987 fins a l'actualitat.
| Nom                     | Començament del mandat | Fi del mandat          | Notes                                                                    |
| Sitiveni Rabuka         | 7 d'octubre de 1987    | 6 de desembre de 1987  | govern militar interí                                                    |
| Ratu Sir Penaia Ganilau | 5 de desembre de 1987  | 15 de desembre de 1993 | primer president constitucional                                          |
| Ratu Sir Kamisese Mara  | 16 de desembre de 1993 | 20 de maig de 2000     | va abandonar el poder després de cop militar comandat per George Speight |
| Frank Bainimarama       | 29 de maig de 2000     | 13 de juliol de 2000   | govern militar interí                                                    |
| Ratu Josefa Iloilovatu  | 13 de juliol de 2000   | 5 de desembre de 2006  | va abandonar el poder després de cop militar comandat per Bainimarama    |
| Frank Bainimarama       | 5 de desembre de 2006  | 4 de gener de 2007     | es va proclamar president                                                |
| Ratu Josefa Iloilovatu  | 4 de gener de 2007     | 30 de juliol de 2009   | Bainirama abandona el poder                                              |
| Ratu Epeli Nailatikau   | 30 de juliol de 2009   | actualitat             |                                                                          |